# Ludwig von Redwitz

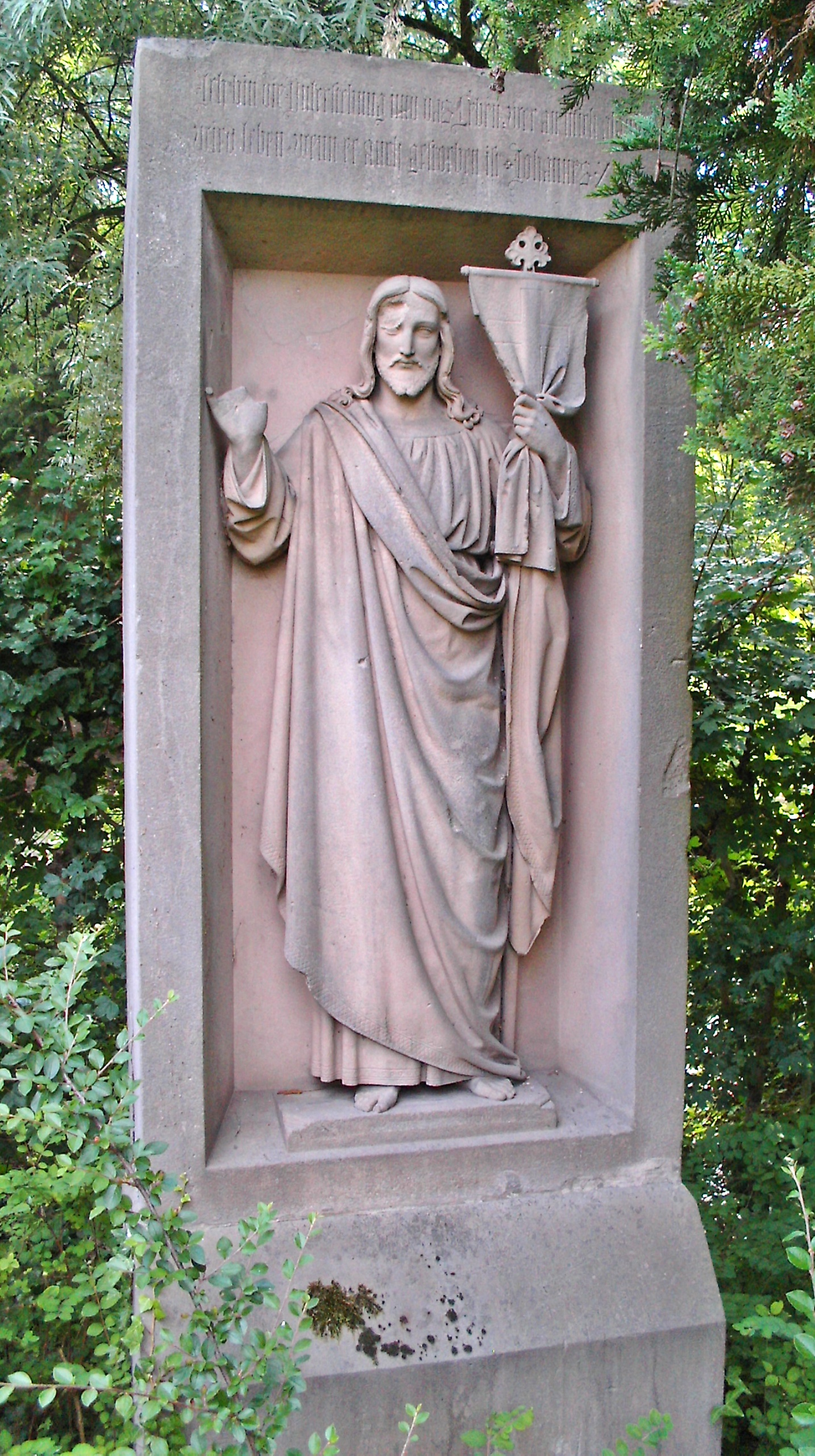
Grabstein in Speyer

Franz Ludwig Veit Karl Joseph Bernhard Freiherr von Redwitz auf Schmölz und Theisenort (* 10. August 1779 auf Schloss Schmölz, Markt Küps, Oberfranken; † 18. April 1848 in Speyer) war ein bayerischer Adeliger und Staatsbeamter.

## Leben
Redwitz entstammte ehemals reichsunmittelbarem Adel in Franken (Region).
Er besuchte das Collegium Ernestinum in Bamberg und studierte zunächst an der Otto-Friedrich-Universität Bamberg. Am 12. November 1807 immatrikulierte er sich an der Friedrich-Alexander-Universität Erlangen als stud. diplomatic. Am Ende des Wintersemesters 1807/08 wurde er im Corps Baruthia recipiert. Anschließend besuchte er zwei Jahre lang die Akademie in Akademie Straßburg. 
Er trat in den Staatsdienst des Königreichs Bayern ein und wurde im Königlich Bayerischen Gendarmeriekorps Leutnant und bekleidete das Amt eines Zuchthausdirektors auf der Festung Lichtenau bei Ansbach. Seit 1815 verheiratet mit Maria Anna geb. Miller (1786–1854), der Nichte des Dichters Johann Martin Miller, wurde ihm hier am 28. Juni 1823 der Sohn Oskar von Redwitz geboren, welcher später ebenfalls als Dichter Berühmtheit erlangte. 1825 wechselte Ludwig von Redwitz beruflich nach Kaiserslautern im bayerischen Rheinkreis und wurde Inspektor des dortigen Zentralgefängnisses.
Auf eigenen Wunsch versetzte man Redwitz 1829 als Adjunkt an das neu errichtete Zollamt zu Speyer, nach 5 Jahren kam er als Zollinspektor in den bayerisch-französischen Grenzort Schweigen, 1837 in gleicher Eigenschaft nach Zweibrücken. Als Oberzollinspektor und Leiter des Zollamtes Speyer kehrte er schließlich hierher zurück und verstarb dort 1848.

## Grab

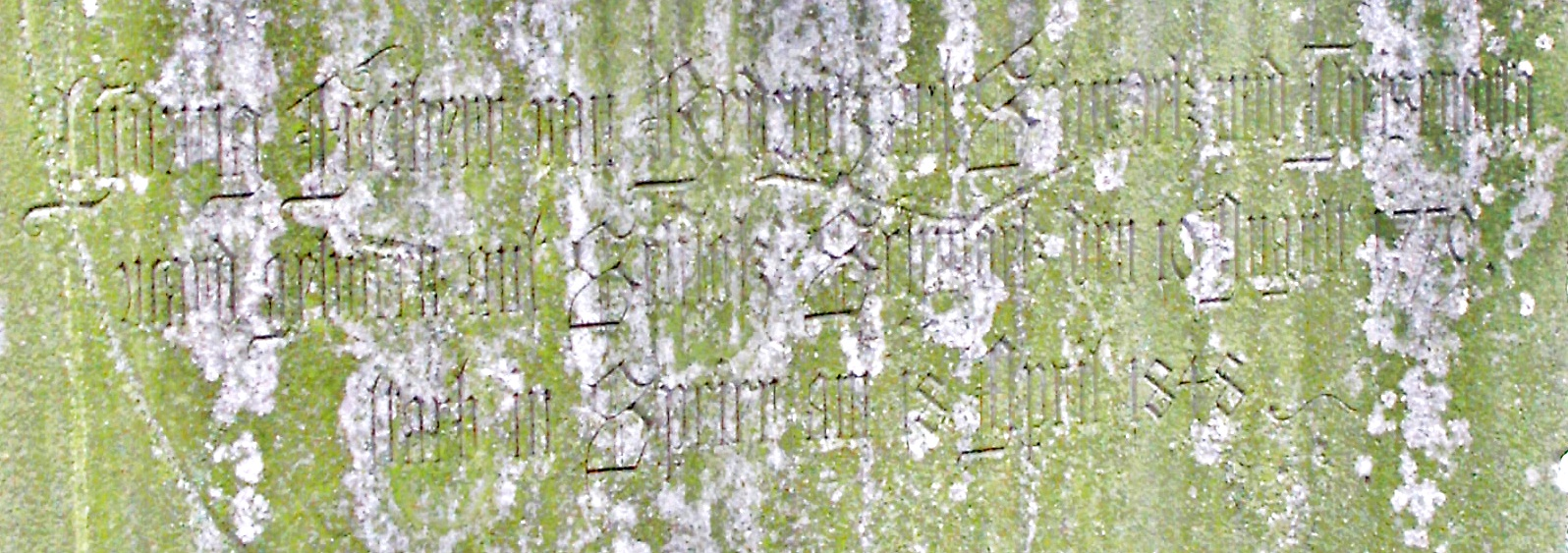
Grabinschrift auf der Rückseite des Grabsteins

Freiherr von Redwitz wurde im katholischen Teil des alten Friedhofs Speyer beigesetzt, der heute großteils von der St. Bernhardskirche überbaut ist. Sein qualitativer Grabstein befindet sich derzeit (2012) auf dem dortigen Domkapitelsfriedhof. Er trägt auf der Vorderseite eine Auferstehungsszene und rückseitig (allerdings bereits schlecht lesbar) die persönlichen Daten und das Familienwappen: „Ludwig Freiherr von Redwitz auf Schmoelz und Theisenorth ward geboren auf Schloß Schmoelz den 10. August 1779, starb in Speier am 18. April 1848“.

## Familie
Ludwig von Redwitz heiratete am 15. November 1815 Maria Christiana von Miller (* 2. April 1786; † 25. August 1854). Das Paar hatte mehrere Kinder:
- Joseph Heinrich Theodorich Franz (* 3. Juni 1819; † 15. März 1890) ⚭ 1848 Caroline Schultheis (* 26. Oktober 1826; † 12. April 1898)
- Petronella (Nelly) (* 12. Februar 1822; † 18. Oktober 1905) ⚭ 1862 Freiherr Julius von Freudenberg († 21. März 1864)
- Oskar (* 28. Juni 1823; † 6. Juli 1891) ⚭ 1851 Mathilde Hoscher (* 23. Juli 1833)

Er ist der Großvater der herzoglich bayerischen Hofdame und Schriftstellerin Marie von Redwitz (1856–1933) sowie von deren Bruder Max von Redwitz (1858–1920), Generalmajor und Hofmeister im Königshaus Wittelsbach.